# Brownie
Un brownie (bɾəuni) és un pastís de xocolata originari dels Estats Units; anomenat pel seu color (brown, "marró"), té una textura densa i s'acostuma a servir-lo en trossos petits, menjats amb la mà com les galetes. Es pot recobrir de sucre de llustre o no; a vegades es fa amb nous o trossos de xocolata a dins. Són populars en els Estats Units i el Canadà, sent unes postres fàcils de fer a casa.
Els brownies varien en densitat; sovint es distingeix dos estils, els que són de textura més lleugera i seca, i els que són més densos, com el fudge (un caramel tou i dens elaborat amb sucre i xocolata). Variants inclouen pastissos fet amb formatge de crema, combinant un pastís de formatge amb un brownie, i brownies amb mantega de cacauet; aquests combinacions sovint es fa amb dues capes, o amb dues masses arremolinades, perquè siguin distintes. Altre variant, anomenat blondie (del mot blond, "de pèl ros") no té xocolata i es fa amb sucre morè. Unes postres bastant comunes a restaurants estatunidencs consisteix d'un gran brownie, servit calent, amb gelat, salsa de xocolata, i nata muntada.

## Origen
El primer brownie no tingué xocolata; fou un pastís petit amb fruits de noguer i cobert d'un glacejat d'albercoc. Fou inventat a un hotel, el Palmer House Hotel de Chicago, al fi del segle xix, i encara se'ls hi fan avui de la mateixa recepta. Van ser publicades receptes pel version del pastís amb xocolata en llibres de cuina el 1906 i 1907 a Boston.